# Mirabilicoxa cornuta
Mirabilicoxa cornuta är en kräftdjursart som först beskrevs av Robert Raymond Hessler1970.  Mirabilicoxa cornuta ingår i släktet Mirabilicoxa och familjen Desmosomatidae. Inga underarter finns listade i Catalogue of Life.